# Операція «Трест» (фільм)
«Операція „Трест“» — радянський чотирисерійний художній історичний телефільм режисера Сергія Колосова. Екранізація роману-хроніки Льва Нікуліна «Мертві брижі». Фільм розповідає про операцію «Трест», проведеної в 1921—1925 році ОДПУ Радянської Росії.

## Сюжет
У 1921 році ОДПУ ліквідувало реальну підпільну білоемігрантську «Монархічну організацію Центральної Росії» (МОЦР). Голова організації Олександр Якушев (Ігор Горбачов) заарештований, але ОДПУ не поспішає дати розголосу історії. Дзержинський розробляє план, в рамках якого вирішує знову відродити цю організацію під кодовою назвою «Трест» і надати їй вигляду потужного підпільного угрупування, здатного очолити контрреволюцію в Росії. «Трест» повинен послужити приманкою для терористичних білоемігрантських сил, що діють як всередині, так і за межами кордонів Росії. Безпосереднє керівництво доручається чекістові Артузову (Армен Джигарханян). Важливу роль всередині системи «Тресту» повинен зіграти колишній дворянин Олександр Якушев, якого Артузов вербує і привертає на свій бік. Якушев очікує від дня на день розстрілу, але несподівано отримує пропозицію стати «головою» «Тресту». Більш того, йому надається велика довіра — Якушева відправляють до Франції зі складною дипломатичною місією. Якушев відмінно виконує свою роль лідера «Тресту». Операція розіграна як по нотах. Найсерйозніші і обережні противники радянської Росії повірили в прийом чекістів. Спочатку в Росію прибувають емісари генерала Кутепова — Захарченко та Радкевич. Перед ними розігрується цілий спектакль, який демонструє можливості та ресурси «Тресту». Апофеозом операції стає інспекційна поїздка англійського розвідника Сіднея Рейлі в Росію. Вона закінчується арештом і відправленням легендарного шпигуна на Луб'янку.

## У ролях
- Ігор Горбачов —   Олександр Якушев
- Армен Джигарханян —  Артур Християнович Артузов
- Людмила Касаткіна —   Марія Владиславівна Захарченко
- Донатас Баніоніс —   Едуард Оттович Стауніц
- Артем Іноземцев —  Олексій Зубов
- Олексій Сафонов —   Володимир Стирне
- Всеволод Якут —  Сідней Райлі
- Євген Гуров —  камергер Ртищев
- Дмитро Днєпров —  Баскаков
- Віктор Кольцов —  князь Сергій Тверськой
- Віллор Кузнецов —  «Колесніков», він же Косінов
- Геннадій Некрасов —   Микола Потапов
- Родіон Александров —   Василь Шульгін
- Бруно Оя —  Бірк
- Борис Хімічев —  Артамонов
- Анатолій Адоскін —  Георгій Радкевич
- Михайло Погоржельский —  барон Петро Врангель
- Іван Власов —  Тойво Вяхя
- Григорій Гай —  генерал  Олександр Кутепов
- Анатолій Кацинський —  поручик Вознесенський
- Петро Вишняков —  Серафим Аркадійович
- Ольга Гобзєва —  Зоя Коміссарова
- Віктор Колпаков —  «Дядя Вася»
- Світлана Коновалова —  Якушева
- Леонід Недович —  пан Мадзинський
- Павло Панков —  Путілов  (озвучує  Степан Бубнов)
- Сергій Боярський —  ротмістр Глєбов
- Микола Бріллінг —  Бунаков
- Аркадій Волгін —  лейтенант Забєлін
- Ігор Ясулович —  Ігор Румянцев  (немає в титрах)
- Віктор Шульгін —  полковник Жуковський  (немає в титрах)
- Наталія Крачковська —  дама в ресторані  (немає в титрах)
- Федір Одиноков —  воротар  (немає в титрах)
- Леонід Макарьєв —  коментар від автора
- Олександр Граве —  епізод
- Олександр Жуков —  епізод
- Микола Колофідін —  епізод

## Знімальна група
- Режисер:  Сергій Колосов
- Сценарист:  Олександр Юровський
- Оператор:  Валентин Железняков
- Композитор:  Юрій Левітін
- Художник:  Михайло Карташов